# Opatovac (Cernik)
Opatovac is een plaats in de gemeente Cernik in de Kroatische provincie Brod-Posavina. De plaats telt 373 inwoners (2001).